# Richard Warner
Richard Warner est le cofondateur et batteur du groupe de metal Kamelot, fondé en 1992 à Tampa (Floride). Il joua avec le groupe de 1991 à 1997 et fut ensuite remplacé par Casey Grillo pour l'album Siege Perilous.

## Participation avec Kamelot
- 1995 : Eternity
- 1997 : Dominion